# József Majláth
József Béla Győri István Antal Majláth (Pécs, 11 aprile 1858 – Ófehértó, 2 aprile 1940) è stato un nobile, politico, organista, compositore e sociologo ungherese.

## Biografa
József Majláth nacque a Pécs nel 1858, discendente della nobile famiglia ungherese dei Majláth. Suo padre era il giudice e politico György Majláth (1818-1883), mentre sua madre era la baronessa Stefania Prandau-Hilleprand (1832-1914). Studiò a Budapest e po a Sopron, passando infine al Theresianum di Vienna dove ebbe modo di perfezionarsi in legge, laureandosi infine all'Università di Budapest. Trascorse un anno come volontario a Győr presso l'11º reggimento ussari, di cui divenne tenente, venendo poi posto in riserva.
Nel 1885, insieme agli altri suoi fratelli, ottenne il titolo nobiliare di conte. Nel 1886, sposò la figlia dell'ex ministro conte Pál Széchenyi. Da suo zio, il conte Antal, ereditò la tenuta di Perbenyiki nella contea di Zemplén dove visse gran parte della sua vita e dove fu luogotenente della contea locale. Appassionato di musica, fu autore e compositore di diversi brani per pianoforte e per organo. Fu membro del comitato economico e dei trasporti della Camera dei rappresentanti ungherese. Fu inoltre membro della società per le unioni di credito delle contee dell'Alto Tisza, creando una rete di cooperative di credito edi consumo che produsse buoni risultati. Sotto la guida della moglie, fondò un'associazione femminile che si occupava di favorire scuole e studenti. Il 5 maggio 1926 divenne membro del consiglio dell'Accademia delle Scienze ungherese.
Morì a Ófehértó il 2 aprile 1940 e venne sepolto il 5 aprile 1940 a Perbenyik.

## Opere
Appassionato di sociologia, pubblicò le seguenti opere:
- A bodrogközi Tiszaszabályozás rövid ismertetése (1886)
- Die Monographie der Bodrogközer Theissregulirungs-Genossenschaft 1846-1896. Herausgegeben von ... Präsident der Genossenschaft (1897)
- A kivándorlásról (1901)

## Matrimonio e figli
Il 10 giugno 1886, sposò a Budapest la contessa Mária Franciska Széchényi (1863-1932), figlia del conte Pál Széchényi e di sua moglie, la contessa Erzsébet Andrássy di Csíkszentkirály e Krasznahorka (1840-1926). La coppia ebbe insieme cinque figli:
- Erzsébet (1889-1980)
- Stefania (1891-1952), sposò Pál Sztankovánszky (1890-1945)
- József (1895-1939), avvocato
- Mária (1897-1963), sposò il conte Béla Teleki (1896-1969)
- Pál Mailath (1899-1983)

## Onorificenze
| Controllo di autorità | VIAF (EN) 113608673 · ISNI (EN) 0000 0001 1006 0259 · GND (DE) 116688955 · BNF (FR) cb10530379r (data) |